# General Baldissera
General Baldissera es una localidad argentina situada en el departamento Marcos Juárez, provincia de Córdoba.
Está compuesta por 2300 habitantes (Indec, 2022) y se encuentra situada sobre la ruta provincial RP E58, a 320 km de la ciudad de Córdoba, 192 km de la ciudad de Rosario y a 530 de Buenos Aires.
La principal actividad económica es la agricultura, seguida por la ganadería.
Existen en la localidad 978 viviendas y una cooperativa de servicios públicos.
La fiesta patronal es el 30 de agosto, en honor a Santa Rosa de Lima.